# تقي كندي (دودانغة)
تقي کندي (بالفارسية: تقی‌کندی) هي قرية تقع في إيران في قسم دودانغة الریفي. يقدر عدد سكانها بـ 24 نسمة.